# Pleuraphodius mime
Pleuraphodius mime är en skalbaggsart som beskrevs av Renaud Maurice Adrien Paulian 1942. Pleuraphodius mime ingår i släktet Pleuraphodius och familjen Aphodiidae. Inga underarter finns listade i Catalogue of Life.